# Grande synagogue de Vatra Dornei
La grande synagogue de Vatra Dornei (en roumain : Templul Mare din Vatra Dornei), située au 54 strada Mihai Eminescu, a été construite entre 1898 et 1902. La grande synagogue qui a survécu à la Seconde Guerre mondiale, a été restaurée par le gouvernement et fait partie du patrimoine juif de la Roumanie. En raison du tout petit nombre de Juifs habitant la ville, la synagogue n'est plus utilisée que pour des cérémonies exceptionnelles. 
Vatra Dornei est une ville roumaine située dans le județ de Suceava dans la région de Bucovine, en Moldavie. La ville, alors dénommée Dorna-Watra, est sous la domination de la Monarchie de Habsbourg, et ultérieurement de l'Autriche-Hongrie de 1775 à 1918. Après la Première Guerre mondiale, La ville, comme l'ensemble de la Bucovine est rattachée à la Roumanie et prend le nom de Vatra Dornei. La ville compte actuellement un peu moins de 15 000 habitants.

## Communauté juive de Vatra Dornei

### Situations des Juifs sous le régime autrichien
Certains documents du XIVe et du XVe siècle font état du passage à Vatra Dornei de convois de marchands juifs en provenance de Pologne et se rendant vers la mer Noire ou à Bistrița en passant par Tchernivtsi et Iași. Ces convois s'arrêtaient pour passer le chabbat dans des localités où existait une communauté juive et où ils pouvaient trouver une auberge offrant de la nourriture cacher. En 1774, 9 familles juives soit un total de 45 âmes, vivent à Câmpulung Moldovenesc, distant d'une quarantaine de km de Vatra Dornei. 
Après l'occupation du nord-ouest de la Moldavie par les Autrichiens en 1775, les villes du District de Câmpulung bénéficient de certains privilèges économiques. Les lois antisémites élaborées à Vienne limitent l'installation de Juifs dans ces localités. En 1803, six Juifs qui ne travaillaient pas dans l'agriculture sont expulsés. Le peu de Juifs qui vivent à Vatra Dornei sont soumis au même sort que ceux de Bucovine. 
Vatra Dornei commence à se développer après la découverte de sources d'eau minérale et devient une station thermale importante. Au XIXe siècle, le commerce se développe dans Vatra Dornei, situé à la frontière de trois pays: l'Autriche, la Roumanie et la Transylvanie, alors dépendante du royaume de Hongrie. Des familles juives s'y installent, se consacrant principalement au commerce. Bientôt, les entreprises dirigées par des Juifs, contrôlent le commerce du bois des forêts de Bucovine.
En 1880, le nombre d'habitants juifs de Vatra Dornei s'élève à 494 personnes, soit 12,4 % de la population totale de la ville de 3 980 habitants Ils sont Initialement rattachés à la communauté juive de Câmpulung, qui s'est séparée en 1859 de celle de Suceava. En 1896, les Juifs de Vatra Dornei fondent leur propre communauté et possèdent leur école privée où est enseigné l'hébreu.  
À la fin du XIXe siècle, les Juifs exercent des professions très variées. Ils sont épiciers, bouchers, restaurateurs, pharmaciens, docteurs ou dentistes. Plusieurs hôtels sont administrés par des Juifs, comme l'Hôtel municipal loué par Mathias Neumann, l'Hôtel central, le Faust et Drach, l'Hôtel Runc, l'Hôtel Habsbourg et celui de Nachum Braunstein. Même le casino de Vatra Dornei est loué pendant de nombreuses années à un Juif. Beaucoup de banques sont juives, comme la Banque Drach, la banque des frères Schieber, l'agence de la Banque de commerce de Cernăuți (actuellement Tchernivtsi en Ukraine) dirigée par Konsul Luttinger, et les agences de l'Hypothekenbank et de la Socominbank.
Pour représenter la minorité juive, les Juifs Schloime Pistiner, Jankel Druckmann et Meschulem Druckmann font partie du Conseil municipal. Les Juifs ont accès à la fonction publique et on en trouve comme juges à la Cour de district, au Bureau du cadastre, au service des impôts et à la poste. Il y a aussi de nombreux avocats juifs. 
La communauté juive est dirigée par Jakob Antschel, jusqu'en 1914, par Leib Arje Hauslich pendant la Première Guerre mondiale, puis par Meschulem Druckmann, Jakob Druckmann, Jakob Schieber et en 1931 par l'avocat Dr Moses Dollberg qui la présidera pendant 10 ans.

## Période de l'entre-deux-guerres

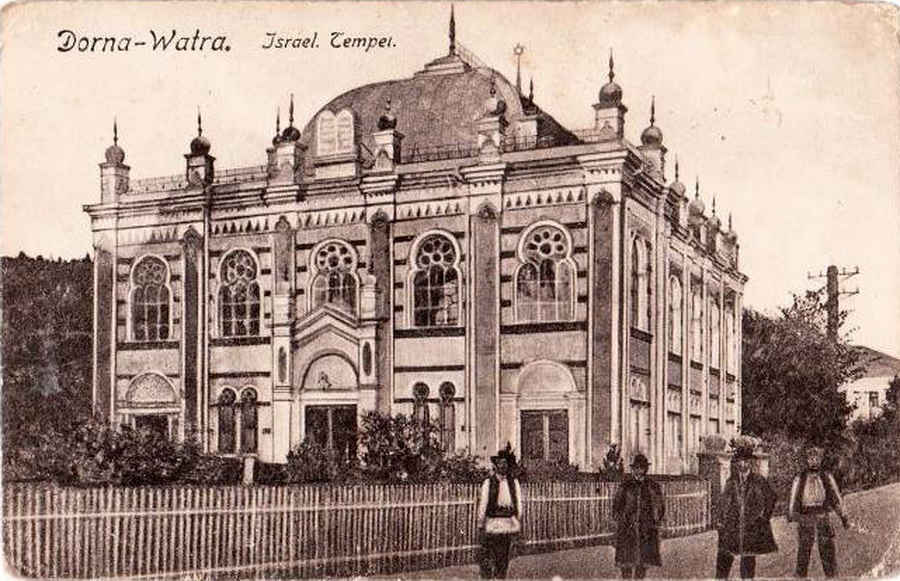
Grand Temple de Vatra Dornei – Carte postale de l'entre-deux-guerres.

Après la Première Guerre mondiale, la ville devient roumaine et une partie des Allemands émigrent soit en Allemagne soit en Autriche. La majorité de la communauté juive est germanophone, et plusieurs familles juives émigrent aussi vers ces deux pays. Le restant de la communauté contribue au développement de la ville. Certains de ses membres sont conseillers municipaux. En plus de ses associations cultuelles et caritatives, la communauté juive possède deux associations culturelles. 
Beaucoup de Juifs travaillent dans l'industrie du bois et parmi les usines détenues par les Juifs, se trouve l'usine Moldova ainsi que la scierie de Mosses Paecht et d'Aharon Katz. L'industriel le plus riche est Nathan Klipper. La plupart des tailleurs, des cordonniers et des plombiers sont juifs, et la seule maison d'impression de la ville appartient à Pinkas Rosenstrauch et plus tard aux frères Schaffer.
Selon le recensement de 1930, Vatra Dornei compte 9 826 habitants dont 1 747 Juifs, représentant 17,77 % de la population totale de la ville. 
L'arrivée au pouvoir en 1937 d'Octavian Goga conduit à la promulgation de lois antisémites, conduisant à toute une série de persécutions contre les Juifs, les obligeant entre autres à ouvrir leur magasin le Chabbat. En juin 1940, le gouvernement d'Ion Gigurtu adopte de nouvelles lois permettant la confiscation des biens des Juifs, les expulsant des écoles et de la fonction publique et interdisant aux médecins juifs de soigner des patients d'une autre religion. 

### Seconde Guerre mondiale et après-guerre
Après l'annexion de la Bucovine du Nord par l'URSS en juin 1940, de nombreux Juifs de la zone occupée s'enfuient en Roumanie, certains d'entre eux s'installant à Vatra Dornei. Lors du coup d'État de la Légion du 9 novembre 1940, les librairies de Simon Landau et de S. Zimmet sont confisquées par le frère du maire, Dumitru Paulescu, membre de la Légion. 
En 1941, à Vatra Dornei, sur les 8 217 habitants, 2 029 sont juifs, soit 24,69 % de la population. En raison des persécutions, de nombreux Juifs des villages environnants, s'installent en ville. 
Un après-midi d'octobre 1941, 2 650 Juifs de Vatra Dornei et des villages environnants, sont arrêtés par les soldats et transférés à la gare de Vatra Dornei, avant d'être embarqués dans des wagons à bestiaux et transportés dans des camps en Transnistrie. D'après le recensement de 1942, il ne reste alors plus que 21 Juifs en ville. 
Après la guerre, les rares survivants retournent à Vatra Dornei et dès fin 1946, des Juifs déportés de Bucovine du Nord et de Bessarabie s'y installent aussi, quand les Russes ferment leurs frontières. La ville sert aussi de passage à de nombreux Juifs désirant émigrer vers la Palestine. Au cours de la période s'étendant d'automne 1950 à avril 1951, un grand nombre de Juifs de Vatra Dornei émigrent légalement vers le nouvel état d'Israël. En octobre 1958, le gouvernement roumain autorise de nouveau les Juifs à émigrer. Peu de Juifs restent alors en ville, et l'école en yiddish est fermée. 
Au cours de la Révolution roumaine de 1989, il reste encore quelques centaines de Juifs en ville, mais en quelques mois, la majorité d'entre eux émigrent en Israël. En 2006, seuls 13 Juifs vivent à Vatra Dornei. 

## Grande synagogue de Vatra Dornei
La grande synagogue de Vatra Dornei, Templul Mare (Grand Temple), est construite entre 1898 et 1902 sur un terrain offert par l'Église orthodoxe sur la colline de Runc. Une autre synagogue, la petite synagogue, est construite aussi au début du XXe siècle rue Luceafărul. Le chef spirituel de la communauté est le rabbin Fraenkel, auquel succèdent les rabbins Margosches père puis fils.
Entre les deux synagogues, existent un débat parfois vif concernant le sionisme et d'autres sujets concernant le judaïsme. Il existe aussi deux petites maisons de culte, la Wiznitzerschul et la Handwerkerschul (synagogue des artisans).
Lors de la déportation des Juifs en octobre 1941, plusieurs personnes tentent de se cacher dans la synagogue, mais ils y sont délogés de force. Lors de travaux exécutés dans les années 2000, des trous de balles datant de cette époque, ont été découverts dans le plafond bleu. Dans les années 1950, la synagogue n'est utilisée que lors des grandes fêtes, et les Juifs doivent payer leur place pour assister aux offices de Tichri. 
Au début du XXIe siècle, le Grand Temple est dans un état de grand délabrement. Le toit menace de s'effondrer, le plâtre tombe des murs qui se fissurent, et les vitres sont brisées, laissant l'intérieur à la merci des intempéries. La secrétaire de la communauté israélite de Vatra Dornei, Melania Mehler, accuse même des touristes israéliens d'avoir volé un des lustres.  
Dans la nuit du 2 au 3 juillet 2002, des voleurs pénètrent dans la synagogue. Selon la police, ceux-ci auraient profité de la panne d'électricité qui a affecté l'ensemble de la ville et qui aurai désactivé le système d'alarme. Après avoir forcé les serrures de deux portes, ils ont pénétré dans la réserve de bois qu'ils ont saccagée, mais n'ont pas réussi à s'introduire dans les bureaux de la communauté juive protégés par une grille métallique, où sont enfermés des peintures et des livres anciens, ainsi que des objets de culte. 
En 2003, la municipalité de Vatra Dornei, sous l'impulsion de son maire, Constantin Huțanu, alloue des fonds et du personnel pour la réparation de la synagogue, la municipalité considérant que la communauté juive, peu nombreuse et principalement composée de personnes âgées, n'est plus à même d'effectuer ces réparations. Les travaux consistent à remplacer les fenêtres cassées, à entreprendre quelques réparations urgentes et au nettoyage de la zone. Le maire justifie cette attribution de fonds: « Le bâtiment est un monument architectural de valeur et nous avons essayé de faire quelques réparations. C'est dommage que nous n'ayons pas assez de ressource pour le restaurer entièrement. » 
Le 20 décembre 2006, le rabbin Abraham Ehrenfeld allume les bougies de Hanoucca à la grande synagogue de Vatra Dornei, en présence de membres de la communauté juive de la ville, d'Albert Kupferberg, secrétaire général de la Fédération des communautés juives de Roumanie, d'Orest Onofrei, préfet du județ de Suceava, du maire de Vatra Dornei, Constantin Huțanu, des prêtres orthodoxes Marius Maghercă et Constantin Vârlan. À cette occasion, le maire Constantin Huțanu demande à la Fédération des communautés juives de Roumanie de se joindre à la municipalité de la ville pour sauver le Grand Temple, monument architectural, qui nécessite une restauration.
En 2007, à la suite du programme de préservation du patrimoine juif, considéré comme faisant partie du patrimoine national de la Roumanie, le ministère de la Culture présente au gouvernement pour approbation un plan d'action avec un budget de 209 000 lei pour mener à bien des travaux d'urgence sur cinq lieux de culte juif, y compris la synagogue de Vatra Dornei. L'argent sert à remplacer le toit et à réparer les murs fissurés. 
Dans la liste des synagogues de Roumanie publiée en 2008 par la Fédération des communautés juives de Roumanie dans Seventy years of existence. Six hundred years of Jewish life in Romania. Forty years of partnership FEDROM – JOINT (Soixante-dix ans d'existence. Six cents ans de vie juive en Roumanie. Quarante ans de partenariat FEDROM-JOINT), la grande synagogue de Vatra Dornei (Templul Mare din Vatra Dornei) est répertoriée comme une synagogue qui n'est plus en activité.